# Corynomalus clavatas
Corynomalus clavatas is een keversoort uit de familie zwamkevers (Endomychidae). De wetenschappelijke naam van de soort werd in 1902 gepubliceerd door Csiki.